# ルイ・レミー・サバティエ
ルイ・レミー・サバティエ（Louis Rémy Sabattier、1863年5月23日 - 1935年）はフランスの画家、イラストレーターである。40年以上にわたって、週刊の挿絵入り新聞「イリュストラシオン」 にイラストを描いたことなどで知られる。

## 略歴
アルデシュ県のアノネー(Annonay)に生まれた。1878年にサン＝テティエンヌの国立高等美術学校で学んだ後、パリに移り、ジャン＝レオン・ジェロームやギュスターヴ・ブーランジェに学び、アカデミー・ジュリアンでもブーランジェに学んだ
。
1890年にフランス芸術家協会の会員となった。1895年に「イリュストラシオン」に挿絵を初めて書いた。「イリュストラシオン」の挿絵を描くためにベトナムのトンキンやロシア、エチオピア帝国や植民地行政官ユベール・リョーテ将軍が反乱の鎮圧に向かったモロッコなどを訪れた。1912年には上海や天津、北京など当時混乱した政情下の中国各地を旅した。
第一次世界大戦後にも極東を訪れ、記事やスケッチ、絵画をフランスに送った。

## 作品

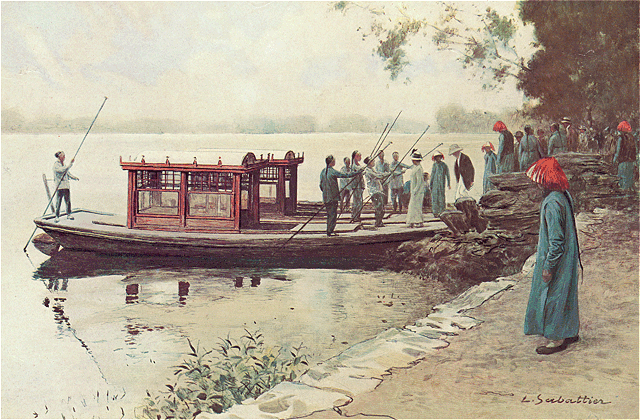
北京の宮殿からの舟の出発 (1913)
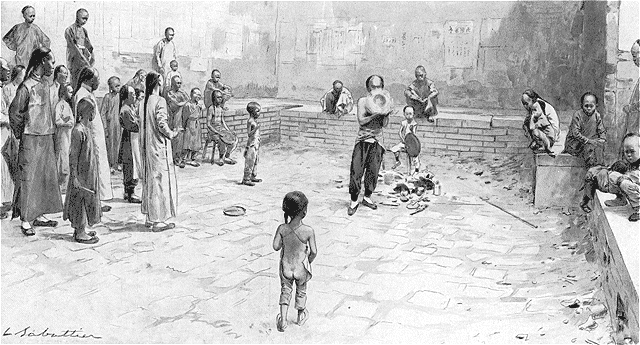
北京の市場の祈祷師
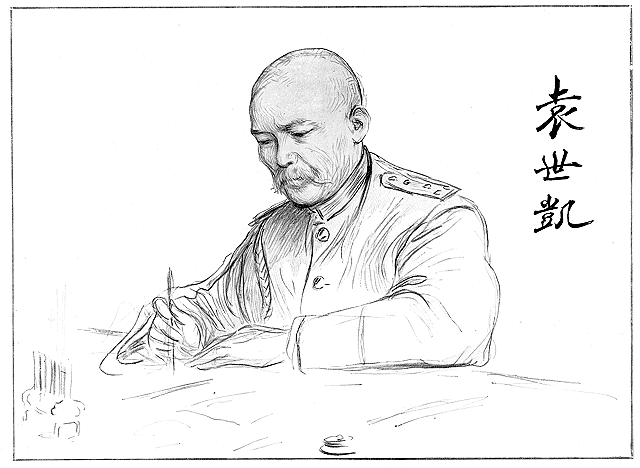
袁世凱

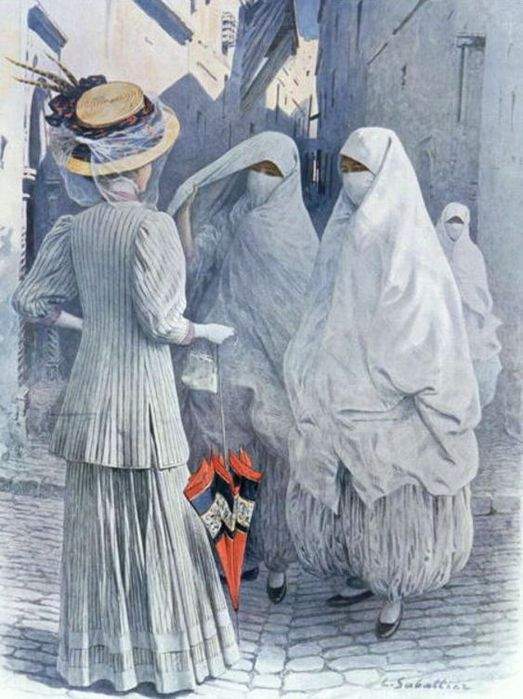
アルジェリアのヨーロッパ婦人(1910)
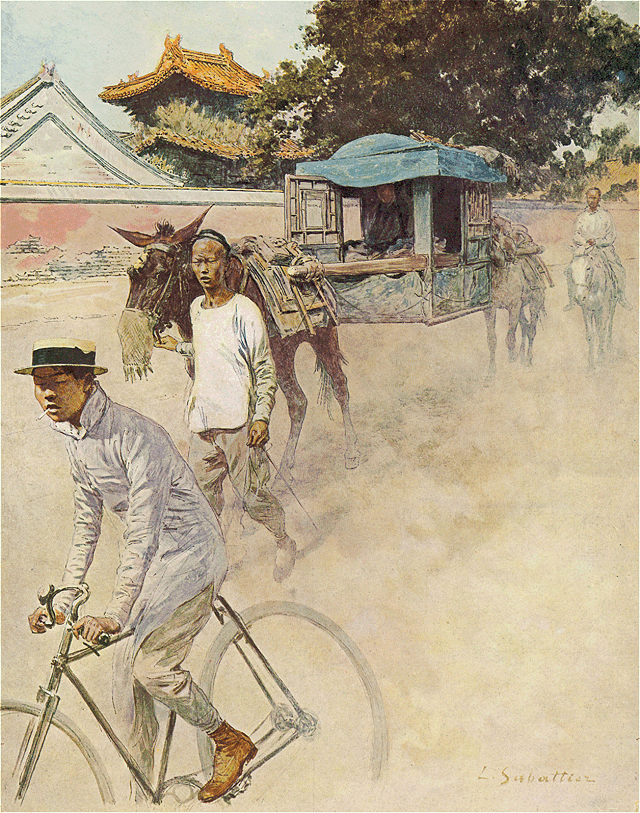
北京の駕籠と自転車
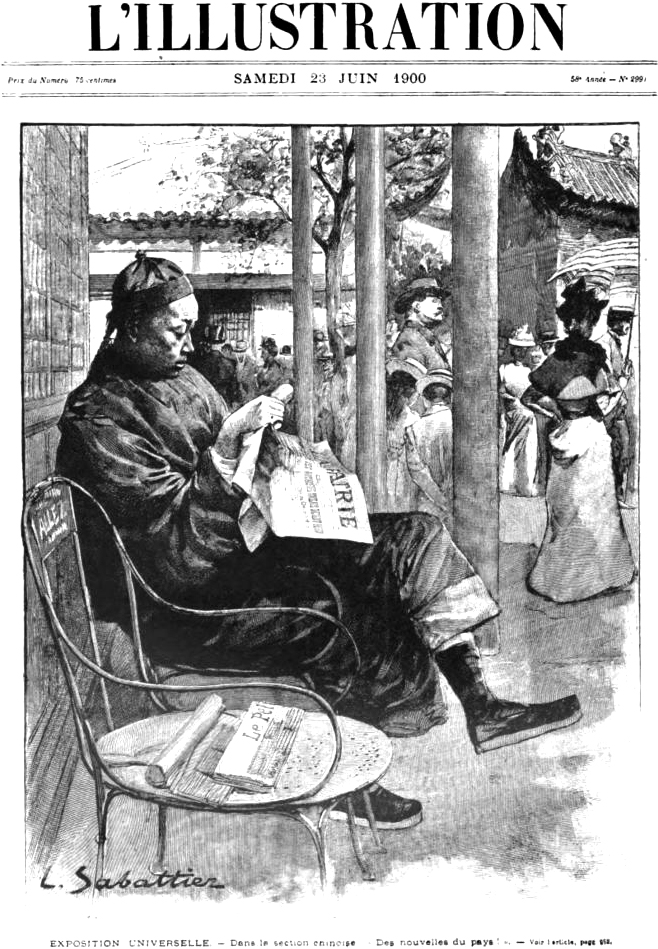
「イリュストラシオン」表紙絵
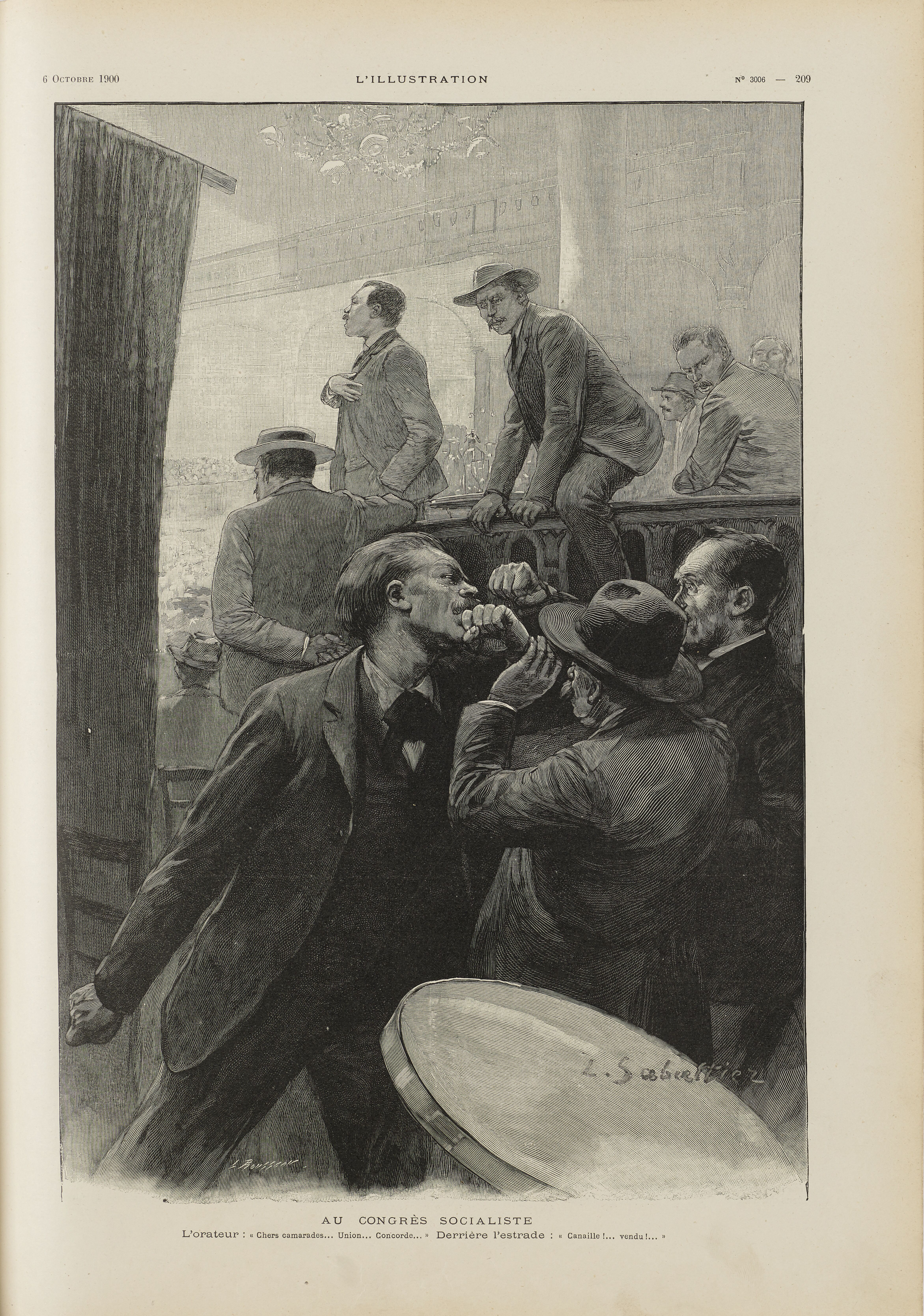
1900年のフランス社会主義統一会議の情景